# Joseph Ortolan
Joseph Louis Elzéar Ortolan, född 21 augusti 1802 i Toulon, död 27 mars 1873 i Paris, var en fransk jurist.
Ortolan blev juris doktor 1829, arbetade först som bibliotekarie vid kassationsdomstolen, höll föreläsningar både vid Sorbonne och annorstädes, blev 1836 professor i Paris och var 1848-51 ledamot av högsta undervisningsrådet. 
Som författare behandlade han både den romerska rätten, Explication historique des Instituts de l'empereur Justinien (I-II 1827, 12:e upplagan utgiven av Joseph Émile Labbé 1883), och statsrätten, Cours public d'histoire du droit politique et constitutionnel (1831), men särskilt som kriminalist räknas han som en av Frankrikes klassiska författare under 1800-talet; i hans straffrättsliga verk, bland annat Cours de législation pénale comparée. Introduction philosophique (1841), Introduction historique (1841, utgiven av G. Naryt) och Eléments de droit pénal (1856, 5:e upplagan utgiven av Albert Desjardins I-II 1886), förbinds vedergällnings- och säkerhetstanken.
Av Ortolans övriga verk kan nämnas Notice biographique sur M. Dupin (1840), Les pénalités de l'enfer de Dante suivies d'une étude sur Brunetto Latini apprécié comme le maître de Dante (1873, översatt till spanska av José Vicente y Caravantez) och diktsamlingen Enfantines. Moralités (1845, andra upplagan 1860).